# Tabuk (Kalinga)
Tabuk City is een stad in de Filipijnse provincie Kalinga in het noordoosten van het eiland Luzon. Bij de laatste census in 2007 had de stad bijna 88 duizend inwoners.

## Geschiedenis
Op 23 maart 2007 werd de wet aangenomen die de gemeente Tabuk in een stad omvormde. Op 23 juni 2007 werd dit middels een volksraadpleging bekrachtigd. Deze omvorming tot stad werd twee jaar later, door een beslissing van het Filipijns hooggerechtshof op 21 mei 2009, als ongrondwettelijk bestempeld en weer ongedaan gemaakt. Eind 2009 kwam het hooggerechtshof echter weer terug op deze beslissing naar aanleiding van het ingediende bewaarschrift.

## Geografie

### Bestuurlijke indeling
Tabuk is onderverdeeld in de volgende 42 barangays:
| - Agbannawag - Amlao - Appas - Bado Dangwa - Bagumbayan - Balawag - Balong - Bantay - Bulanao - Bulanao Norte - Bulo - Cabaritan - Cabaruan - Calaccad | - Calanan - Casigayan - Cudal - Dagupan Centro - Dagupan Weste - Dilag - Dupag - Gobgob - Guilayon - Ipil - Lacnog - Lanna - Laya East - Laya West | - Lucog - Magnao - Magsaysay - Malalao - Malin-awa - Masablang - Nambaran - Nambucayan - Naneng - New Tanglag - San Juan - San Julian - Suyang - Tuga |

## Demografie
Tabuk City had bij de census van 2007 een inwoneraantal van 87.912 mensen. Dit zijn 9.279 mensen (11,8%) meer dan bij de vorige census van 2000. De gemiddelde jaarlijkse groei komt daarmee uit op 1,55%, hetgeen lager is dan het landelijk jaarlijks gemiddelde over deze periode (2,04%). Vergeleken met de census van 1995 is het aantal mensen met 24.405 (38,4%) toegenomen.
De bevolkingsdichtheid van Tabuk City was ten tijde van de laatste census, met 87.912 inwoners op 741,7 km², 118,5 mensen per km².
Balbalan · Lubuagan · Pasil · Pinukpuk · Rizal · Tabuk City · Tanudan · Tinglayan